# Fournoulès
Fournoulès è un comune francese soppresso e frazione del dipartimento del Cantal della regione dell'Alvernia-Rodano-Alpi. Dal 1º gennaio 2016 si è fuso con il comune di Saint-Constant per formare il nuovo comune di Saint-Constant-Fournoulès.

## Società

### Evoluzione demografica
Abitanti censiti